# José Méndez Espino
José Méndez Espino (Orán, Argelia, 27 de febrero de 1937) Abogado y político retirado, que fue alcalde de la ciudad de Murcia por el PSRM-PSOE entre 1987 y 1995. 

## Biografía
José Méndez nació en Orán, en la entonces Argelia francesa, hijo de una familia de exiliados políticos, regresó a España en 1955.
Cursó estudios de Derecho, licenciándose por la Universidad de Murcia, posteriormente fue profesor adjunto de Derecho Internacional en esta misma universidad. 
De ideología socialista, José Méndez ingresó en el PSRM-PSOE en 1976.
Técnico de la Administración Civil del Estado, ha ejercido en el Ministerio de Trabajo y en el Ministerio de Educación y Ciencia. Llegó a dirigir el Instituto Nacional de Consumo, hasta que fue llamado por el presidente de la Región de Murcia Carlos Collado para formar parte de su gabinete como Consejero de Presidencia en 1984. 
El 31 de enero de 1986 fue nombrado Consejero de Hacienda y Administración Pública del Gobierno murciano, presidido también por el socialista Carlos Collado.
En 1987 fue candidato a alcalde de la ciudad de Murcia por el PSRM-PSOE, consiguiendo ser la lista más votada con el 37,75% de los votos y 12 concejales. Sin embargo, al no obtener mayoría absoluta necesitó el apoyo de los 5 concejales del CDS, pues los 2 de IU le eran insuficientes. 
En las siguientes elecciones municipales, las de 1991, José Méndez repitió como candidato consiguiendo aumentar el respaldo electoral del PSRM-PSOE hasta un 39,95% de los votos y un concejal más al llegar a 13 representantes. Sin embargo, el ascenso del PP fue aún mayor obteniendo otros 13 concejales y un 40,87% de los votos de la mano de su candidato Ramón Luis Valcárcel. A pesar de ello, con el apoyo de los 3 concejales de IU pudo repetir mandato hasta 1995.
Durante los 8 años de gobiernos socialistas presididos por José Méndez cabe destacar la construcción del Auditorio Victor Villegas, el nuevo Palacio de los Deportes, los jardines de la Seda y la Pólvora que consiguieron para el centro histórico un nuevo pulmón verde. Así mismo se restauraron los viejos molinos del río Segura creando el Museo Hidráulico de los Molinos del Río Segura.
Durante su mandato se vivió el último episodio de inundaciones del río Segura a su paso por el municipio debido a la gota fría de 1989, provocando daños en numerosas pedanías y el peligro de desborde en la capital. En esos momentos se estaban realizando los trabajos del Plan Estatal contra las Avenidas que supuso la canalización del río en todo su recorrido por el municipio y el recorte de meandros, además de la regulación del caudal en la cuenca alta y en los afluentes.
Tuvo que hacer frente a la conflictividad laboral como consecuencia del cierre de las factorías La Molinera (conservas) y principalmente Valeo (embragues).
Durante su última legislatura se proyectaron los nuevos puentes sobre el Segura debidos a Javier Manterola y Santiago Calatrava, además del edificio anexo del ayuntamiento diseñado por Rafael Moneo, inaugurados en la siguiente legislatura, ya bajo el mandato del primer alcalde del PP en la ciudad de Murcia, Miguel Ángel Cámara.